# Криничуватська сільська рада (Устинівський район)
| Криничуватська сільська рада — колишній орган місцевого самоврядування у Устинівському районі Кіровоградської області з адміністративним центром у с. Криничуватка. Сільській раді були підпорядковані населені пункти: - с. Криничуватка - с. Березуватка |

## Склад ради
Рада складалася з 12 депутатів та голови.

### Керівний склад ради
| ПІБ                   | Основні відомості                                                                  | Дата обрання | Дата звільнення |
| --------------------- | ---------------------------------------------------------------------------------- | ------------ | --------------- |
| Синяк Віта Леонідівна | Сільський голова, 1968 року народження, освіта, член Соціалістичної партії України | 26.03.2006   | 31.10.2010      |
| Синяк Віта Леонідівна | Сільський голова, 1968 року народження, освіта вища                                | 31.10.2010   |                 |

Примітка: таблиця складена за даними джерела

## Населення
Згідно з переписом УРСР 1989 року чисельність наявного населення сільської ради становила 1117 осіб, з яких 517 чоловіків та 600 жінок.
За переписом населення України 2001 року в сільській раді мешкали 1034 особи.

### Мова
Розподіл населення за рідною мовою за даними перепису 2001 року:
| Мова       | Відсоток |
| ---------- | -------- |
| українська | 94,80 %  |
| російська  | 3,76 %   |
| білоруська | 1,06 %   |
| молдовська | 0,39 %   |